# Turtmann
Turtmann (en francés Tourtemagne) fue una comuna suiza del cantón del Valais, situada en el distrito de Leuk. Limitaba al norte con la comuna de Gampel-Bratsch, al este con Steg-Hohtenn, Niedergesteln y Eischoll, al sur con Ergisch, al suroeste con Unterems y Agarn, y al noroeste con Leuk.
El 1 de enero de 2013 se fusionó con Unterems para dar lugar a la actual comuna de Turtmann-Unterems.

## Transportes
Ferrocarril
Existe una estación ferroviaria en la comuna donde efectúan parada trenes regionales que la comunican con otras ciudades y comunas del Cantón del Valais.